# Prstenolistna razcepljenka
Prstenolistna razcepljenka (znanstveno ime Inocybe geophylla) je gliva iz rodu rezcepljenk (Inocybe). Ime rodu, pomeni 'vlaknasta glava', medtem ko specifični epitet izhaja iz starogrških besed geo, 'zemlja' in phyllon, 'list'.

## Značilnosti
Gladek in svilnat klobuk ima premer od 1,5 do 3,5 cm. Sprva je stožčast in se z dozorevanjem splošči, običajno obdrži koničasto grbico in črtasta radialna vlakna, ki se v suhem vremenu na robu klobuka rada trgajo v trakove. Običajno je bele barve, obstaja pa tudi lilasta različica. Tako bele kot lila sorte s starostjo od sredine zbledijo v oker-rjavo barvo.
Lističi so gosti in so ob betu zarezani ali pritrjeni. Na začetku so kremno sive barve in kasneje, ko spore dozorijo, postanejo glinasto rjavi.
Bet ima v premeru od 3 do 6 mm in je do 6 cm visok, je gladek in svilnat, včasih v dnišču rahlo vlaknast in enake barve kot klobuk. S starostjo postopoma postane ilovnato rjave barve.
Ima rahel zemeljski ali mokasti vonj. Poroča se, da ima blag okus, vendar je zaradi strupenosti raje ne pokušamo.

## Razširjenost in življenjski prostor
Je široko razširjena po Evropi in Severni Ameriki. Je mikorizna z listavci in iglavci. Raste poleti in jeseni.

## Mikroskopske značilnosti
Trosni odtis je temno rjav. Trosi so elipsoidni, gladki in merijo 7,5–10 × 4,5–5,5 µm. Ima številne debelostenske heilocistide, ki štrlijo iz robov lističev in so vretenasto oblikovane. Njihove konice so prekrite s kristali. Pleurocistide so podobne.

## Uporabnost
Strupena. Tako kot mnoge razcepljenke vsebuje muskarin. Simptomi so močno povečano slinjenje, potenje in solzenje in se pojavijo 15 do 30 minut po zaužitju. Pri velikih odmerkih lahko tem simptomom sledijo bolečine v trebuhu, huda slabost, driska, zamegljen vid in oteženo dihanje. Zastrupitev praviloma izzveni v dveh urah. Delirij se ne pojavi. Zaradi hitrosti nastopa simptomov je smiselno izzvati bruhanje za odstranitev gobje vsebine. Specifični protistrup je atropin. Smrt zaradi uživanja te vrste ni bila zabeležena. Gobarji jo na srečo ignorirajo zaradi njegove majhnosti.

## Galerija slik
- Ilustracija
- Prstenolistne razcepljenke
- Prerez lističa
- Trosi in cistida
- Hife brez zaponk